# Piedra rúnica de Rö
La piedra rúnica de Rö es una de las estelas rúnicas más antiguas y notables de Suecia. Tiene asignado el códico Bo KJ73 U en Rundata.

## Descripción
La piedra rúnica de Rö fue descubierta en 1919 en la granja Rö en la isla de Otterö al norte del pueblo de pescadores de Grebbestad en Bohuslän. Actualmente se erige cerca del lugar donde fue encontrada.
La estela está hecha de granito y mide 2 metros de alto y algo más de 1,2 metros de ancho. La inscripción se realizó sobre una superficie lisa y desafortunadamente está dañada por la descamación. Las runas se grabaron en cuatro filas paralelas que van de arriba abajo. Las runas pertenecen al futhark antiguo y está escrita en protonórdico, conservando declinaciones y vocales intermedias que se perderían en la transformación hacia el nórdico antiguo. La forma de las runas indica que data de comienzos del siglo V, siendo la inscripción más larga del periodo anterior al siglo VII.
Como la piedra rúnica está ubicada cerca de una ruta de navegación, es posible que la inscripción rúnica la realizaran visitantes y no los lugareños.
El nombre Stainawarijaz del texto significa «guardián de la piedra» o «cuidador de las piedras». Además la palabra fahido, que a menudo se traduce como «lo grabó» o «inscribió» realmente significa «pintó» Muchas piedras rúnicas tenían sus inscripciones pintadas de colores, aunque esto no prueba que la piedra de Rö estuviera pintada por usar esta palabra.

## Inscripción

### Transcripción de las runas
ek hra(z)az/hra(þ)az satido -tain ¶ ana----(r) ¶ swabaharjaz ¶ s-irawidaz ¶ ... stainawarijaz fahido

### Transliteración
Ek Hrazaz/Hraþaz satido [s]tain[a] ... Swabaharjaz s[a]irawidaz. ... Stainawarijaz fahido.

### Traducción
Yo, Hrazaz/Hraþaz erigí la piedra ... Guerrero suebo con grandes heridas. ... Stainawarijaz lo grabó.